# 돼지꼬리랑구르
돼지꼬리랑구르(Simias concolor)는 돼지꼬리랑구르속(Simias)의 단일 종으로 구세계원숭이 중에서 비교적 크고 무거운 종으로, 긴 팔은 나무에 오르기 적합하다.
털은 검은 갈색이며, 털이 없는 얼굴도 또한 검은 색이다. 콜로부스아과의 유일한 원숭이로 비교적 짧은 꼬리를 지니고 있으며, 꼬리는 털이 살짝 덮여 있으며, 길이는 약 15 cm 정도에 불과하다. 낮은 코는 윗쪽으로 뾰족하더. 돼지꼬리랑구르는 성숙했을 때, 약 50 cm까지 자라며, 몸무게는 7 kg정도가 된다. 전통적으로는 코주부원숭이와 함께 코주부원숭이속(Nasalis)으로 분류 - 일부는 아직도 코주부원숭이속으로 분류하고 있다. - 되었다.
이 영장류는 믄타와이 제도에만 서식하며, 시베룻 섬에서는 시마코보우(Simakobou)로 알려져 있으며, 시푸라 섬과 파가이우타라 섬(북파가이 섬)과 파가이슬라탄 섬(남파가이 섬) 남부에서는 시마셉셉(Simasepsep)으로 불린다. 남, 북 파가이 섬에 주로 분포하고 있다. 우림에 거주하며, 주행성 동물이고 나무 위에 사는 수목형 영장류이며 수상생활을 한다. 한 마리의 수컷과 한 마리 또는 그 이상의 암컷 그리고 그들의 새끼로 구성된, 3 ~ 8마리씩 작은 집단을 형성하여 생활한다. 생식에 관한 내용은 잘 알려져 있지 않다.

## 하위 아종
- Simias concolor concolor
- Simias concolor siberu